# هانا كيم
هانا كيم (بالعبرية: חנה קים‏) هي صحفية إسرائيلية، ولدت في 27 أكتوبر 1957 في حيفا في إسرائيل.